# Praga NDO
Praga NDO je typ autobusového podvozku, který vznikl v Československu ve druhé polovině 30. let 20. století, na kterém vznikaly stejnojmenné autobusy a autokary. Výrazněji se rozšířily až po druhé světové válce; velké dodávky v počtu desítek kusů začaly roku 1947. Prvních 14 vozů Praga NDO bylo vyrobeno v letech 1938–1939 pro Elektrické podniky města Brna. U vozů do roku 1947 pravděpodobně většinu karoserií zhotovila firma Sodomka Vysoké Mýto.
Výrobu podvozku zařizovala společnost Praga, karoserie pak většinou firma Sodomka (od roku 1948 Karosa Vysoké Mýto, n. p.). Část karoserií zhotovily i firmy Lepil z Rousínova a Dezort z Plzně. V roce 1947 bylo u Sodomky pro Ministerstvo dopravy vyrobeno 100 těchto autobusů a pro Bratislavu 5. Na konci roku 1947 a na začátku roku 1948 se vyrobilo dalších 50 autobusů s odlišnou karoserií (vozy měly dvoje dveře) pro Prahu k zajištění dopravy na XI. všesokolský slet. Ve výrobě Karosy byly vozy NDO vystřídány autobusy Škoda 706 RO.
Tyto autobusy sice nepatřily k těm modernějším (vzhledem k tomu, že byly navrženy již v předválečných časech), vyráběly se však převážně z toho důvodu, aby byly v Československu rychle obnoveny vozové parky v mnohých, válkou poničených městech.

## Konstrukce
Jednalo se o autobus s motorem umístěným vpředu pod kapotou mimo interiér. Vůz byl vyvinut podle koncepce nákladního automobilu Praga ND, s ním měl také společnou například masku chladiče. Karoserie byla celokovová, kromě střechy zhotovené ze dřeva a potažené impregnovanou plachtovinou. Počet dveří byl různý, pohyboval se od jednodveřových autokarů, přes jednodveřové až po dvoudveřové městské autobusy.
Autokary měly pouze jediné, přední „bouchací“ (ovládané ručně) dveře. Pro řidiče byla určena malá dvířka, která vedla přímo na jeho stanoviště. Sedačky pro cestující byly u této varianty umístěny příčně v systému 2+2 (dvě sedadla vpravo, dvě vlevo) se střední chodbičkou. Obsaditelnost takového vozu byla 42 sedících cestujících.
Jednodveřové městské autobusy měly skládací dveře (ovládané průvodčím) přibližně uprostřed karoserie. Řidič měl pro sebe celý, sklem oddělený prostor přední části interiéru, takže i při špičce dobře viděl na všechny strany. Přímo na stanoviště řidiče vedla, stejně jako u autokaru, malá dvířka. Sedadla byla umístěna podélně a byla čalouněna umělou kůží. Zcela vzadu byla dřevěná lavice přes celou šířku autobusu. Celková obsaditelnost byla 65 osob, z toho 27 sedících. U novějších sérií bylo změněno zadní čelo a ubyly dveře pro řidiče.
Dvoudveřové městské autobusy měly skládací dveře na obou koncích karoserie. Ty přední otevíral řidič, který kvůli nim přišel o oddělený přední prostor, zadní byly „v režii“ průvodčího.
Vozy vyrobené ještě před druhou světovou válkou musely být po vzniku Protektorátu rekonstruovány na pravostranný provoz.

## Provoz
Kromě jiných měst byly tyto autobusy v provozu také v Praze (dodáno 50 vozů) a v Brně (zakoupeno 20 kusů).

## Historické vozy
- Automuseum Praga ve Zbuzanech (pražský vůz ev. č. 151)